# Bulbinella nutans
Bulbinella nutans là một loài thực vật có hoa trong họ Thích diệp thụ. Loài này được (Thunb.) T.Durand & Schinz miêu tả khoa học đầu tiên năm 1894.